# ورونیکا کاپلی
ورونیکا کاپلی (اوکراینی: Вероніка Капшай؛ زادهٔ ۲ دسامبر ۱۹۸۶) تنیس‌باز اهل اوکراین است.